# 權東植
權 東植（グォン・ドンシク、朝鮮語: 권 동식、1981年 1月24日 - ）は大韓民国出身のプロ野球選手（外野手）。

## 詳細情報

### 出身学校
- 1996年 - 1999年、馬山高等学校
- 1999年 - 2003年、東亜大学校 (1999学番)

### 背番号
- 15 （2003年 - 2004年）
- 52 （2005年）